# Das böse Prinzesschen
Das böse Prinzesschen (De kleine ondeugende prinses) is een sprookje voor kinderen geschreven door de Duitse schrijver Gabriele Reuter. Reuter schreef het als toneelstuk omstreeks 1904. Het werd in januari 1905 uitgegeven. Ook in 2011 vond nog een herdruk plaats onder de Duitse titel. Het is in drie akten geschreven. Het sprookje kwam niet veel verder dan de Duitse markt. Uitvoeringen van het sprookje werden ondersteund door muziek van Max Marschalk. Hoofdrollen zijn weggelegd voor de koning, de koningin en prinses Daggry.   
Op 31 december 1905 kreeg het haar eerste Noorse première in het Nationaltheatret in Oslo; de toenmalige titel Den lille, uskikkelige prinsesse (later Den uskikkelige lille prinsesse(n)). Daarbij werd ook de muziek van Marschalk gebruikt, maar met aanvullingen van Johan Halvorsen. Het stuk was behoorlijk populair in Noorwegen want het werd daar in 1906 veertien keer uitgevoerd en ook in de daaropvolgende jaren kwam het op de planken tot 1924 aan toe. In 1911 maakte de in Noorwegen bekende actrice/danseres Lillebil Ibsen (1899-1989) haar acteerdebuut in dit werk. Halvorsen schreef het tussen Hilsen til Norges Kongepar en zijn Østerdølsmarschen.